# Antoine Carr
Antoine Labotte Carr (Oklahoma City, 23 luglio 1961) è un ex cestista statunitense, professionista nella NBA, in Italia e in Grecia.

## Carriera
È stato selezionato dai Detroit Pistons al primo giro del Draft NBA 1983 (8ª scelta assoluta).
Con gli Stati Uniti ha disputato i Campionati mondiali del 1982.

## Statistiche

### College
| Anno      | Squadra      | PG  | PT | MP   | TC%  | 3P%  | TL%  | RP  | AP  | PRP | SP  | PP   |
| --------- | ------------ | --- | -- | ---- | ---- | ---- | ---- | --- | --- | --- | --- | ---- |
| 1979-1980 | WSU Shockers | 29  | -  | 28,2 | 50,1 | -    | 66,7 | 5,9 | 2,2 | 0,9 | 1,4 | 15,2 |
| 1980-1981 | WSU Shockers | 33  | 33 | 31,2 | 58,6 | -    | 76,5 | 7,3 | 2,8 | 1,1 | 2,0 | 15,8 |
| 1981-1982 | WSU Shockers | 28  | 25 | 28,0 | 56,6 | -    | 79,1 | 7,0 | 1,6 | 0,6 | 1,9 | 16,0 |
| 1982-1983 | WSU Shockers | 22  | 21 | 33,0 | 57,5 | 60,0 | 76,5 | 7,6 | 1,8 | 0,8 | 2,3 | 22,6 |
| Carriera  | Carriera     | 112 | 79 | 30,0 | 55,7 | 60,0 | 74,6 | 6,9 | 2,2 | 0,9 | 1,9 | 17,1 |

### NBA

#### Regular season
| Anno      | Squadra             | PG  | PT  | MP   | TC%  | 3P%  | TL%  | RP  | AP  | PRP | SP  | PP   |
| --------- | ------------------- | --- | --- | ---- | ---- | ---- | ---- | --- | --- | --- | --- | ---- |
| 1984-1985 | Atlanta Hawks       | 62  | 15  | 19,3 | 52,8 | 33,3 | 78,9 | 3,7 | 1,3 | 0,5 | 1,3 | 8,0  |
| 1985-1986 | Atlanta Hawks       | 17  | 0   | 15,2 | 52,7 | -    | 66,7 | 3,1 | 0,8 | 0,4 | 0,9 | 6,8  |
| 1986-1987 | Atlanta Hawks       | 65  | 2   | 10,7 | 50,6 | 33,3 | 70,9 | 2,4 | 0,5 | 0,2 | 0,7 | 5,3  |
| 1987-1988 | Atlanta Hawks       | 80  | 2   | 18,5 | 54,4 | 25,0 | 78,0 | 3,6 | 1,3 | 0,5 | 1,0 | 8,8  |
| 1988-1989 | Atlanta Hawks       | 78  | 12  | 19,1 | 48,0 | 0,0  | 85,5 | 3,5 | 1,2 | 0,4 | 0,8 | 7,5  |
| 1989-1990 | Atlanta Hawks       | 44  | 0   | 18,3 | 51,6 | 0,0  | 77,5 | 3,4 | 1,2 | 0,3 | 0,8 | 7,6  |
| 1989-1990 | Sacramento Kings    | 33  | 4   | 28,0 | 48,2 | 0,0  | 80,6 | 5,2 | 2,0 | 0,5 | 1,0 | 18,6 |
| 1990-1991 | Sacramento Kings    | 77  | 48  | 32,8 | 51,1 | 0,0  | 75,8 | 5,5 | 2,5 | 0,6 | 1,3 | 20,1 |
| 1991-1992 | San Antonio Spurs   | 81  | 27  | 23,0 | 49,0 | 20,0 | 76,4 | 4,3 | 0,8 | 0,4 | 1,2 | 10,9 |
| 1992-1993 | San Antonio Spurs   | 71  | 46  | 27,4 | 53,8 | 0,0  | 77,7 | 5,5 | 1,4 | 0,5 | 1,2 | 13,1 |
| 1993-1994 | San Antonio Spurs   | 34  | 0   | 13,7 | 48,8 | 0,0  | 72,4 | 1,5 | 0,4 | 0,3 | 0,6 | 5,8  |
| 1994-1995 | Utah Jazz           | 78  | 4   | 21,5 | 53,1 | 25,0 | 82,1 | 3,4 | 0,9 | 0,3 | 0,9 | 9,6  |
| 1995-1996 | Utah Jazz           | 80  | 0   | 19,2 | 45,7 | 0,0  | 79,2 | 2,5 | 0,9 | 0,4 | 0,8 | 7,3  |
| 1996-1997 | Utah Jazz           | 82  | 0   | 17,8 | 48,3 | 0,0  | 78,0 | 2,4 | 0,9 | 0,3 | 0,8 | 7,4  |
| 1997-1998 | Utah Jazz           | 66  | 8   | 16,5 | 46,5 | -    | 77,6 | 2,0 | 0,7 | 0,2 | 0,8 | 5,7  |
| 1998-1999 | Houston Rockets     | 18  | 0   | 8,4  | 40,4 | 0,0  | 71,4 | 1,7 | 0,5 | 0,1 | 0,6 | 2,6  |
| 1999-2000 | Vancouver Grizzlies | 21  | 0   | 10,5 | 43,8 | -    | 78,6 | 1,5 | 0,3 | 0,1 | 0,3 | 3,2  |
| Carriera  | Carriera            | 987 | 168 | 20,0 | 50,3 | 13,0 | 78,0 | 3,4 | 1,1 | 0,4 | 0,9 | 9,3  |

#### Play-off
| Anno     | Squadra           | PG  | PT | MP   | TC%  | 3P%  | TL%  | RP  | AP  | PRP | SP  | PP   |
| -------- | ----------------- | --- | -- | ---- | ---- | ---- | ---- | --- | --- | --- | --- | ---- |
| 1987     | Atlanta Hawks     | 9   | 0  | 18,0 | 69,6 | -    | 81,3 | 3,0 | 1,4 | 0,3 | 0,9 | 11,6 |
| 1988     | Atlanta Hawks     | 12  | 0  | 17,5 | 52,9 | 0,0  | 64,3 | 3,4 | 1,3 | 0,3 | 1,4 | 6,8  |
| 1989     | Atlanta Hawks     | 5   | 0  | 16,2 | 61,9 | -    | 72,7 | 1,6 | 1,4 | 0,0 | 0,8 | 6,8  |
| 1992     | San Antonio Spurs | 3   | 3  | 36,3 | 54,4 | 50,0 | 62,5 | 7,7 | 1,0 | 0,7 | 3,7 | 19,7 |
| 1993     | San Antonio Spurs | 8   | 8  | 21,4 | 52,7 | -    | 60,0 | 4,8 | 1,1 | 0,4 | 1,1 | 10,5 |
| 1994     | San Antonio Spurs | 3   | 0  | 12,3 | 45,5 | -    | 88,9 | 0,3 | 1,0 | 0,3 | 0,7 | 6,0  |
| 1995     | Utah Jazz         | 5   | 0  | 22,8 | 45,2 | -    | 83,3 | 3,0 | 1,4 | 0,6 | 1,0 | 9,6  |
| 1996     | Utah Jazz         | 18  | 0  | 18,8 | 47,4 | -    | 68,0 | 1,9 | 1,2 | 0,2 | 0,8 | 6,1  |
| 1997     | Utah Jazz         | 20  | 0  | 14,0 | 48,2 | -    | 75,0 | 2,0 | 0,5 | 0,3 | 0,5 | 4,9  |
| 1998     | Utah Jazz         | 20  | 0  | 14,6 | 45,6 | -    | 75,0 | 2,1 | 0,6 | 0,1 | 0,6 | 4,4  |
| 1999     | Houston Rockets   | 4   | 0  | 9,3  | 36,4 | -    | -    | 1,8 | 1,0 | 0,0 | 0,3 | 2,0  |
| Carriera | Carriera          | 107 | 11 | 17,1 | 51,4 | 33,3 | 74,0 | 2,6 | 1,0 | 0,3 | 0,9 | 6,8  |

## Palmarès
- McDonald's All-American Game (1979)
- NCAA AP All-America Third Team (1983)